# Úhonice
Úhonice är en ort i Tjeckien.   Den ligger i regionen Mellersta Böhmen, i den centrala delen av landet, 17 km väster om huvudstaden Prag. Úhonice ligger 386 meter över havet och antalet invånare är 887.
Terrängen runt Úhonice är platt. Runt Úhonice är det ganska tätbefolkat, med 192 invånare per kvadratkilometer. Närmaste större samhälle är Prag, 17,4 km öster om Úhonice. Trakten runt Úhonice består till största delen av jordbruksmark.